# Витязь, Николай Маркович
Никола́й Ма́ркович Ви́тязь (17?? год — 21 августа 1809 года, Анапа) — офицер русской императорской армии, участник боёв за овладение крепостями Анапа и Суджук-Кале в ходе русско-турецкой войны (1806—1812 гг.), майор.

## Биография
О дате и месте рождения самого Николая Витязя, как и о подробностях его ранней биографии источников не сохранилось. Однако информация о двух его младших братьях прослеживается в документах Российского государственного военно-исторического архива. Звали их Осип и Марк. Все братья имели офицерские чины. Николай и Осип служили в лёгкой пехоте (егерями), Марк — в лёгкой кавалерии.
Историю Николая Марковича Витязя сохранил «Военный журнал походу к крепости Анапе», в нём описаны боевые действия войск под командованием генерал-майоров Ф. Я. Бурсака, И. Д. Панчулидзева и отряда кораблей под командованием капитан-лейтенанта А. И. Перхурова, происходившие в период с 3 июня по 7 июля 1809 года.

### События описанные в «Военном журнале походу к крепости Анапе»
13 июня 1809 года командующий отрядом войск за Кубанью генерал-майор И. Панчулидзев отправился из Керчи в Тамань, где к его отряду присоединились: батальон 12-го Егерского полка 
Золотницкий выступил в ночь на 19 июня с одним батальоном Эстляндского мушкетерского полка, и одним батальоном 12-го Егерского полка, 6 орудиями, 200 Донскими и Черноморскими казаками и командою драгун.
Поход отряда полковника М. Золотницкого неоднократно описан в литературе и по сути своей в той или иной степени повторяет изложенное в «Военном журнале».
Отряд полковника М. Золотницкого окруженный двенадцатитысячным неприятелем в течение целого дня 19 июня выдерживал неравный бой. К вечеру до Анапы дошли слухи о тяжком положении отряда. В помощь Золотницкому было выслано подкрепление под командованием майора Н. М. Витязя. В его составе были две роты гренадер Эстляндского мушкетерского полка, две роты 22-го Егерского полка, два орудия конной Донской полевой артиллерии и сорок Черноморских казаков.
Сражение завершилось полной победой русских. Неприятель, отброшенный в беспорядке, бежал, потеряв убитыми до полутора тысяч человек, но успех достался недёшево и русским, отряд Золотницкого потерял более ста нижних чинов.
Из рапорта командира батальона 22 Егерского полка майора Н. М. Витязя командующему отрядом войск за Кубанью, шефу Черниговского драгунского полка генерал-майору И. Д. Панчулидзеву (20.06.1809):
Получа повеление от Вашего Превосходительства сего месяца 19 числа, с двумя ротами гренадер Эстляндского мушкетерского, двумя ротами 22 Егерского полка, двумя орудиями конной Донской полевой артиллерии и сорок Черноморских казаков из крепости Анапы, форсированным маршем следовал на сикурс (помощь. — П. С.) отряду господина полковника Золотницкого. Я выступил с отрядом двумя каре, отойдя двадцать верст от Анапы, услышал сильную ружейную пальбу, пройдя почти беговым шагом около пяти верст, увидел отряд господина полковника Золотницкого в лощине подле деревни, со всех сторон совершенно окруженным сильными толпами Черкес, как на лощинах, равно и на горах, производящих сильный ружейный огонь которые, замечая сикурс, кучами бросились на оный, дабы ему не дать соединиться. Я тотчас отрядил гренадерское каре под командою Эстляндского мушкетерского полка господина капитана Сытина, одно орудие полевой, и одно - конной артиллерии и 20 казаков, дабы прогнать Черкес, следовал по дороге к деревне для соединения с правым флангом упомянутого отряда. Сам, с Егерским каре, одним орудием конной артиллерии и двадцатью казаками, взяв в сторону направо, другою дорогою против толпы Черкес окружавших сей фланг, дабы прогнав оную, с горы спуститься к другой стороне деревни; отрезать неприятеля, атакующего во фронт отряд господина полковника Золотницкого, и присоединиться к левому его флангу. Высланные из каре фланкеры и стрелки, вступя с Черкесами в сильную перестрелку, гнали их по кустарникам, каре следовало за ними, а когда стрелки уже спущались на низ, тогда орудие конной артиллерии под командою господина подпоручика Волкова, поставленное на выгодном месте, несколькими удачными выстрелами их рассеяло. Стрелки, сойдя с горы, окруженные по лощине между кустарниками множеством Черкес, выстрелами удерживались в оных до тех пор, пока подоспело каре, которое со всех сторон Черкес потеснило сильным образом, проложило себе путь штыками почти на три версты расстояния, сквозь окружающие её толпы неприятелей, очистя от оных берег реки и переправу чрез оную; соединилось елевым флангом отряда господина полковника Золотницкого. Возле деревни, в огне пылающей, лежало множество убитых Черкес.
Уже вечером 19 июня в рапорте командующего отрядом войск за Кубанью генерал-майора И. Д. Панчулидзева главному командиру Черноморского флота и портов адмиралу маркизу И. И. Де-Траверсе, среди рекомендованных к награждению офицеров значился и Николай Витязь, рекомендованный за отличие к награждению орденом Святого Владимира IV степени с бантом.
Завершающим этапом окончательного водворения российских войск в Анапе стали события, произошедшие 22 июня 1809 года. Русский обоз следуя в Анапу, устроил на дороге редут в 35 верстах от крепости. Передовой отряд разведки под командованием капитана Сытина обнаружил в придорожных лесах засаду неприятеля. Спеша доложить о находке отряд Сытина в 10 верстах от обоза подвергся нападению. В тот же час отряд в составе 200 казаков, 50 драгун и двух батальонов 12 и 22 Егерских полков, шести орудий и роты Эстляндского мушкетерского полка, под личным командованием генерал-майора И. Д. Панчулидзева выступил форсированным маршем на помощь Сытину с целью пресечь неприятелю переход в горы. В завязавшемся бою враг оставил затею нападения на обоз и спешил выиграть местоположения, дабы небыть отрезанным от гор. Панчулидзев желая обмануть неприятеля выставил два каре в которых прикрыл орудия поставив их в таком положении, чтобы они могли действовать перекрестными выстрелами. Неприятель, нападая рассыпанными фланкерами, и видя два каре в совершенном бездействии, сильно ударил в интервал, где был расстрелян артиллерией майора Нератова, капитана Яковенко и конной артиллерии капитана Апушкина. Неприятель, видя такое сильное поражение и неудачу, обратился в бег, а храбрейшие из оных при нападении достигшие шеренг каре были исколоты штыками егерей майора Витязя. За обращёнными в бегство немедленно бросились казаки и конная артиллерия с прикрытием драгун, а два егерских каре с ротой скорым шагом гнали врага до самых гор, нанося орудиями ему непоправимый ущерб. В этом сражении неприятель потерял убитыми более 500 человек, среди них трёх богатейших князей: Барек-Оглу-Султан, Чусув-Оглу-Мегбет-Гирей и Аналкирей-Оглу-Ислан-Гирей.
Между тем обоз благополучно вошёл в крепость Анапа, а Панчулидзев писал очередной рапорт с просьбой отметить отличившихся а числе которых вновь фигурировал майор Н. М. Витязь.
Спланированная экспедиция по овладению Анапой и наказанию закубанских жителей закончилась. Основная цель была достигнута — российские войска закрепили за собой Анапу.
Несмотря на относительное затишье в окрестностях крепости стали проявляться вылазки турок. Так 7 июля из Анапы для рубки дров в лес был отправлен обоз в семьдесят повозок, с прикрытием батальона 12-го Егерского полка и одной пушкой под командованием подполковника К. Краббе и 300 казаков под начальством подполковника Мелентьева. Как только дрова были уложены на повозки, из леса показалось до 2 тысяч человек неприятеля, как кавалерии, так и пехоты. На помощь Краббе был направлен отряд 22 Егерского полка под командованием майора Н. Витязя со 150 егерями. Майор Витязь прикрывал обоз от гор, а батальон егерей 12 полка и казаки оставались в его спине. Только обоз приблизился к горам, как началась сильная канонада из трех орудий — два были на неприступной высоте, а третье внизу. Майор Витязь, имея к тому моменту за спиной 50 штыков, узрев на земле неприятельскую пушку закричал «Ура» и бросился с отрядом на неё. Горцы с криком, схватя орудие поспешили укрыться в ущелье гор, Витязь вернулся к охране обоза. 70 пушечных выстрелов прозвучавших в тот день не нанесли существенного вреда русскому отряду. Повозки благополучно пришли в крепость. Потери со стороны русских составили 26 раненых, со стороны неприятеля по данным разведки — 5 убитых.
Из донесения майора Витязя стало известно что атака была проведена турками, а не черкесами. Лафет пушки был выкрашен зелёной краской, как это делали турки, кроме того была слышна турецкая речь.
В шканечном журнале фрегата «Назарет» также содержатся сведения о батальоне 22 егерского полка и его командире:
23 июля 1809 года, стоя на якоре на Анапском рейде для налития пресной воды с отрядом. В 6 часов по повелению Его Превосходительства господина генерал-майора и кавалера командующего в Анапе сухопутными войсками, предписано взять весь Егерский батальон на наш отряд присоединяя и бриг «Панагия Апотуменгано», для обеспокоивания и нанесения вреда живущим по берегу неприятелям, коих и взято на наш фрегат майор Витязь, с ним капитан Винклер, штабс-капитан Несвицкий, поручик Кривошеин, Есленковский, прапорщик Убланок, полковой адъютант Демровский, фельдфебелей 3, портупей-юнкеров 3, юнкеров 3, унтер-офицеров 11, музыкантов 6, рядовых 326, нестроевых 26, денщиков 11. Два орудия с принадлежностями при них. Служителей Пионерной команды 1, артиллерийских унтер-офицеров 2, рядовых 2, Феодосийского гарнизона солдат 1, Владимирского гарнизонного батальона унтер-офицер 1, рядовых 12, титулярный советник, Султан-Али, переводчик Черноморский казак 1. Итого 399 человек. 23 дня июля 1809 года Ветер тихий, малооблачно, сияние солнца в 5 часов. Бывший на нашем отряде для десанта Егерский батальон господина майора Витязя с двумя орудиями, которых по повелению Его Превосходительства господина генерал-майора Панчулидзева свезены все обратно на берег.
Эти документы свидетельствуют о том, что русское командование предпринимало попытки овладения турецкой крепостью Суджук-Кале высадкой десанта с моря. Окончательно крепость была взята русскими войсками в конце 1810 года генералом А. Рудзевичем.

### Последний бой и подвиг майора Витязя
Подвиг майора Н. М. Витязя достоверно описан историком-востоковедом Н. И. Веселовским в книге «Военно-исторический очерк города Анапы».
18 августа 1809 года в Анапу должна была прибыть посланная с Кубанской линии небольшая команда черноморских казаков есаула Кривошеи. Командующий войсками в Анапе генерал-майор И. Панчулидзев, зная опасность пути, выслал навстречу казакам две роты 22-го егерского полка с орудием под командованием майора Н. Витязя.
В 5 часов утра отряд вышел из крепости, а в 7 часов на окрестных высотах из Анапы уже были замечены передвижения черкесов, а затем скоро стали доноситься звуки перестрелки, поэтому Панчулидзев выдвинул вслед за Витязем подкрепление: батальон пехоты 12-го егерского полка и два орудия под командованием подполковника К. Краббе, — что, как оказалось впоследствии, и спасло от полного уничтожения отряды Кривошеи и Витязя.
Русские отряды уже были друг от друга примерно в 2 верстах, когда из ущелья стремительно появились две группы турок, во главе с анапским пашой. При атакующих находились два орудия. Меньшая группа напала на егерей майора Н. Витязя, большая обрушилась на казачий отряд Кривошеи.
145 черноморских казаков, ввиду невозможности сдерживать лаву стремительной черкесской конницы, спешились и, не теряя времени и присутствия духа, стали, по казачьему выражению, «на отбой». Подобно утесу, охваченному разъяренными морскими волнами, выдерживали они натиски противника. Но скоро оба казачьих офицера и многие казаки были ранены. Майор Витязь стремительным ударом в штыки прорвал свое окружение, и около полудня его отряду удалось соединиться с казаками, впрочем от этого положение русских не улучшилось. Окружив оба отряда, турки с ближней дистанции стали расстреливать их картечью. В течение 2 часов русские войска отбивалась от неприятеля, истратив все пушечные заряды, а к туркам все прибывали и прибывали новые подкрепления, делая и без того тяжелое положение окруженных практически безвыходным. Из 15 офицеров на ногах осталось всего только двое. Израненный майор Витязь, лёжа возле орудия в полубессознательном состоянии, не переставал подбадривать своих подчинённых и призывать их сражаться до последнего, и умереть с оружием в руках.
Командовавший единственной пушкой поручик Козлов лежал рядом с орудием с простреленными ногами и, истекая кровью, приказывал поднимать себя, чтобы наводить орудие лично. Все раненые офицеры отстреливались из подобранных солдатских ружей, понимая, что дорога каждая меткая пуля. Благодаря примеру офицеров отряд сделал практически невозможное — отстоял орудие, которое горцы яростно пытались захватить. В момент, когда гибель отряда казалась уже неотвратимой, подошел батальон подполковника Краббе. Атакой он опрокинул вражеские силы и спас немногих оставшихся в живых героев.
Храбрый майор Витязь от полученных ранений скончался в анапском лазарете 21 августа 1809 года, а 19 сентября состоялось первое награждение орденами разного достоинства первых шести офицеров за подвиги, совершённые ими при крепости Анапе. Был издан и Высочайший рескрипт на пожалование майора Николая Марковича Витязя кавалером ордена Святого Равноапостольного Князя Владимира IV степени с бантом.
В рескрипте сообщалось:
Божию Милостью, МЫ, АЛЕКСАНДР ПЕРВЫЙ Император и Самодержец Всероссийский и прочая...
Господин Майор Витязь I.

В воздаяние отменной храбрости, оказанной Вами в сражении 20 минувшего июля против Черкес, где Вы, прикрывая с правой стороны каре и проходя близ леса, скрыли в кустарниках находившиеся при Вас две роты егерей, показывая неприятелю одних только своих стрелков столь удачно, что неприятель, надеясь совершенно отразить их до ста человек, лишь только бросился на оных, то, выскоча из кустарников, напали на неприятеля, и не только выстрелами поразили многих, но 16 человек убили штыками, жалую Вас Кавалером ордена Святого Равноапостольного Князя Владимира четвертой степени, коего знак к Вам доставляя, повелеваю возложить на себя и носить в петлице с бантом по установлении; Уверен будучи, что сие послужит Вам поощрением к вящему продолжению ревностной Службы Вашей, пребываю Вам благосклонный Александр. Сентября 19 дня 1809 года. Санкт-Петербург.
Не следует считать награждение Николая Марковича как «посмертно». Практика посмертного награждения впервые была введена накануне Первой мировой войны и закреплена была в статуте только одного ордена — военного ордена Святого Великомученика и Победоносца Георгия. В XVIII-XIX веках к награждению рекомендовались живые, на момент составления представления, офицеры. В случае же установления факта смерти офицера до подписания Высочайшего указа — представляемый вычёркивался из списка. Факт награждения Николая Витязя 19 сентября говорит только об одном — на высоком уровне ещё не было известно о его смерти.

## Память
Последний бой майора Н. М. Витязя выявил недостатки в обороне «коммуникации от Бугаза до Анапы». В дополнение к уже существующим укреплениям на месте боя был возведён редут, получивший наименование «Витязев редут» или «Витязева батарея», а балка, близ которой происходил бой, получила наименование «Витязева балка».
В 1812 году, при оставлении российскими войсками Анапы, редут был уничтожен, а на Витязевой балке в 1837 году была основана одна из первых закубанских станиц, названная в память о «блестящем подвиге» Витязевской, ныне это село Витязево.
В начале XXI века имя майора Витязя было присвоено одной из новых улиц села Витязево, а его подвиг отражён на барельефе стелы «Город воинской славы» в Анапе.

## Награды
- Орден Святого Владимира IV степени с бантом (19 сентября 1809 года).
- О других наградах источников нет.